# Поманська Олена Анатоліївна

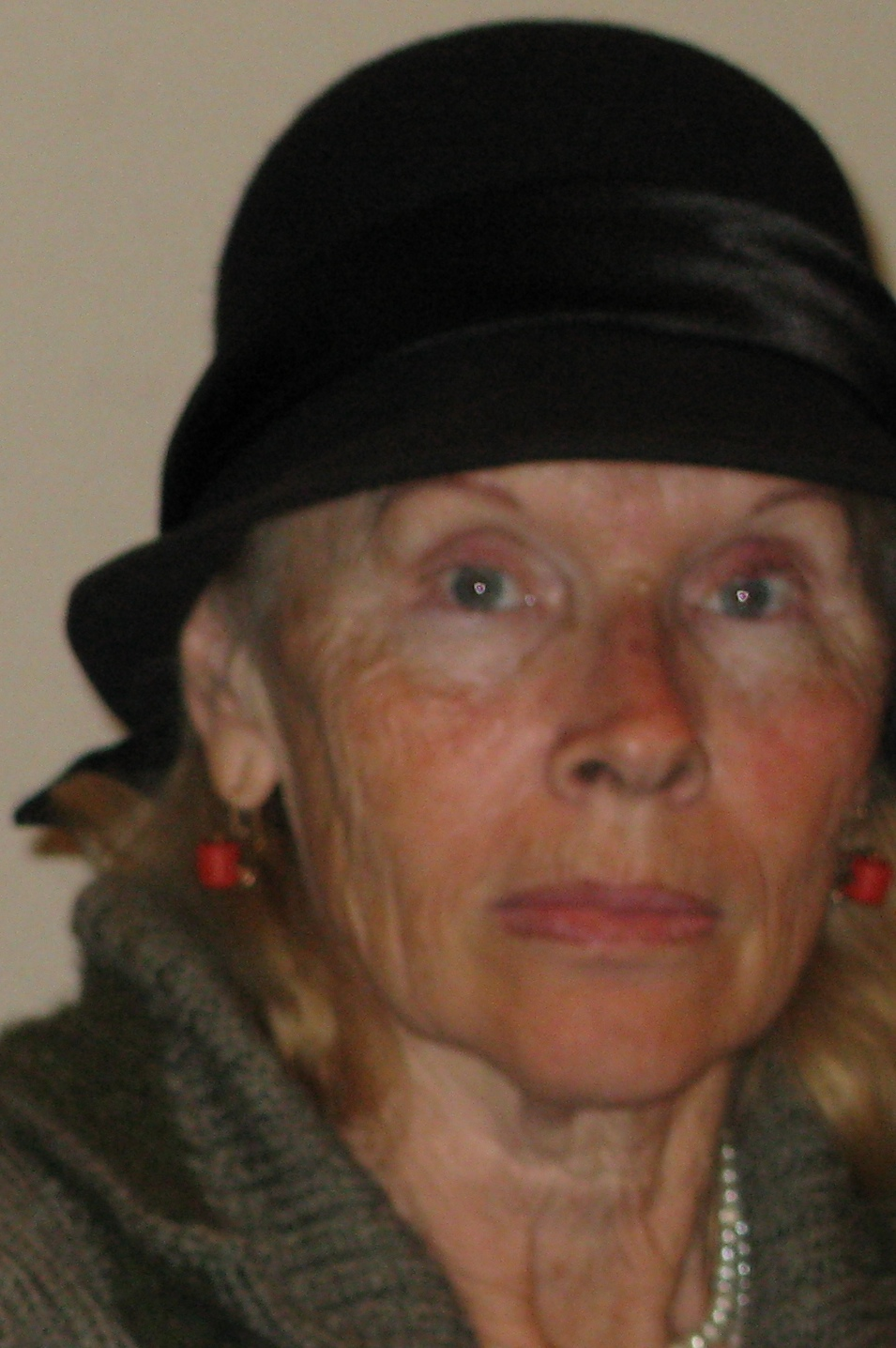
Олена Анатоліївна Поманська

Помáнська Олéна Анатóліївна (17 вересня 1952, м. Чарджоу, Туркменістан — 27 січня 2014, м. Миколаїв) — перекладачка, викладачка.
Закінчила Одеський національний університет імені І. І. Мечникова.
Працювала перекладачем в амбасаді СРСР у Сомалі, на лайнерах Чорноморського морського пароплавства, викладачем у вищих та середніх навчальних закладах.
Авторка перекладів романів, повістей та оповідань англійських та італійських письменників. Серед найвідоміших — «Вчитель із Віджевано» Лучо Мастронарді, «Усмішка Джоконди» Олдос Гакслі, «Блаженної пам'яті Маттіа Паскаль» нобелівського лауреата Луїджі Піранделло, «Паломар», «Гриби у місті. Лікування осами» Італо Кальвіно, «Італійські оповідання» Луїджі Малерба, «Здібний учень» Стівена Кінга, «Місіс Біксбі й манто від Полковника» Роальда Дала, «Шлях на небеса», «Райський виноград» Гербера Бейтса та ін.

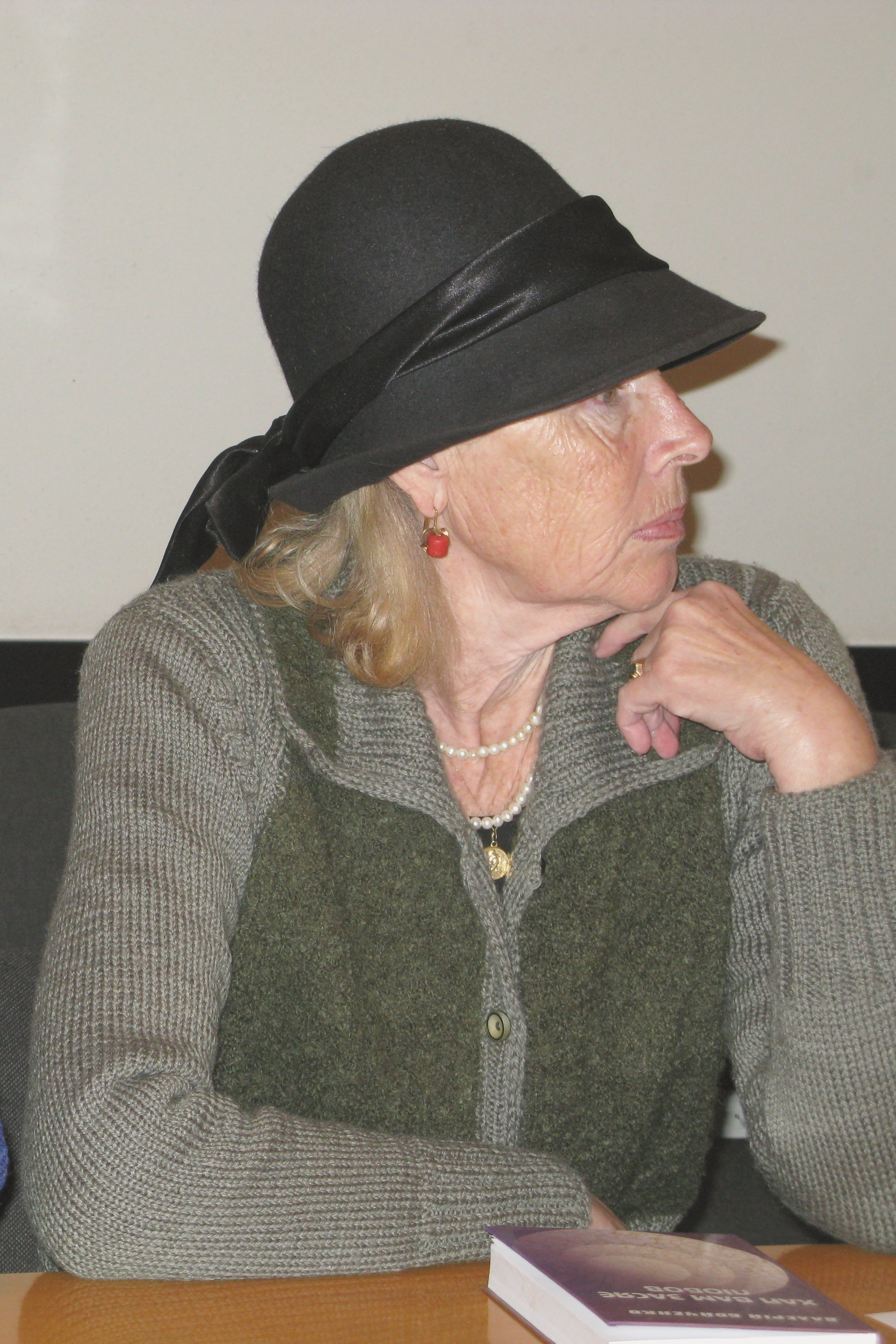
Олена Поманська

Величезна кількість перекладів друкувалася як окремими книгами, а з 1984 р. — в Журналі «Всесвіт». Доволі часто вона першою відкривала українському читачеві зарубіжних літераторів, долучаючи до текстів біографічні довідки та стислий аналіз їхньої творчості.
Була членом Національної спілки письменників України.